# Iglesia de Alvaredo
La iglesia de Alvaredo (en portugués Igreja de Alvaredo) es un edificio religioso en Melgaço, Portugal, reconstruido entre 1939 y 1943, por encontrarse en ruinas la antigua iglesia.
Constituye una de las principales iglesias rurales en Melgaço.